# Antoinette de Préval
Antoinette de Préval, née le 22 février 1892 à Béziers (Hérault) et morte le 3 septembre 1977 à Boulogne-Billancourt (Hauts-de-Seine), est une femme politique et militante associative française. 
Elle a été une dirigeante des Croix-de-Feu puis du Parti social français (PSF), responsable de l'action sociale de ces deux mouvements politiques dirigés par le colonel François de La Rocque dans les années 1930 et 1940.

## Biographie
Marie Françoise Jeanne Antoinette de Préval est issue d'une famille de militaires, nobles et catholiques. Elle est la fille du vicomte Paul de Préval (1846-1919), qui termina sa carrière comme général de brigade, et de Madeleine Rebut de la Rhoêllerie (1854-1923). Son père, fils d'un capitaine démissionnaire, est le petit-fils du comte Claude Antoine Hippolyte de Préval, lieutenant-général et pair de France. Les frères de son père, oncles d'Antoinette, sont également officiers - l'un, Claude, baron de Préval, est aussi général de brigade, l'autre, Gaston, comte de Préval, l'aîné, est lieutenant-colonel. Un frère aîné, Roger, décédé en 1925, était chef de bataillon. 
Durant la Première Guerre mondiale, elle est infirmière, d'abord en chirurgie puis au service des contagieux, à l'hôpital  auxiliaire 232 à Paris, où sa mère est infirmière-major, préposée au service des grands blessés. Antoinette de Préval a été grièvement brûlée durant son service, à la suite de l'explosion d'un vaporisateur. 
Sa mère était une amie intime de la grand-mère de l'épouse du colonel de La Rocque. Antoinette de Préval a été pour les enfants de ce dernier à la fois une tante d'adoption et une infirmière, s'occupant du fils aîné (Jean-François) en 1926, alors que La Rocque et sa femme étaient au Maroc, du deuxième fils en 1930 après une opération, et elle a été au chevet de leur fille Nadine, décédée en 1934.
Secrétaire personnelle de La Rocque à partir de 1928, elle l'accompagne dans son itinéraire politique au cours des années 1930 et 1940. Elle va être la fondatrice, l'animatrice, et la doctrinaire des œuvres sociales des Croix de feu puis du PSF, tout en étant pour La Rocque une conseillère politique très écoutée. Elle dirige la section féminine d'action sociale des Croix de feu, fondée en mars 1934, au lendemain du 6 février, mettant en œuvre le mot d'ordre « Social d'abord ». Elle est secondée par des cousines ou amies : la comtesse de Gérus, femme de général et cousine, Germaine Féraud, fille et petite-fille de général, Jeanne Garrigoux. Sous la direction de La Rocque, les femmes gèrent de façon autonome l'action sociale de la ligue : soupes populaires, camps de vacances, distribution de vêtements, ventes de charité, création d'une école d'assistantes sociales et d'un centre médical. Cette section crée en outre, à partir de 1935, des centres sociaux destinés aux jeunes dans les bastions communistes de la banlieue parisienne - le premier est créé par Antoinette de Préval à Saint-Ouen - puis en province. Mlle de Préval siège en outre au comité directeur des Croix de feu. 
Au temps du PSF, elle anime sa filiale, Travail et Loisirs (1936), dont elle est la secrétaire générale. Elle intègre comme seul membre féminin le comité exécutif du nouveau parti en décembre 1938. Elle est ensuite la directrice technique des Auxiliaires de la défense passive (ADP, 1939); cet organisme de protection civile se transforme en service social après la défaite de juin 1940 : il devient les Artisans du devoir patriotique. Le 2 novembre 1942, cette organisation répandue sur les principaux points du territoire est dissoute par une ordonnance du Général SS Carl Oberg, en même temps que le Progrès Social Français. « Toujours sur la brèche, cette femme autoritaire mais efficace savait découvrir à tous les échelons des collaborateurs, des femmes surtout », écrit le biographe de La Rocque, Jacques Nobécourt. Dans son testament politique rédigé en juillet 1940, La Rocque écrit : « Mademoiselle de Préval, dépositaire de ma pensée (...) depuis le premier jour devra être, obligatoirement, consultée. Ses conseils devront être suivis ». Elle appartient en 1942 à la Commission administrative permanente (CAP) du PSF ; elle est là-encore la seule femme de cette commission de 9 membres,. À la Libération, elle tente sans succès de préserver quelques noyaux de l'ancien PSF.
Avec Noël Ottavi, elle a fait partie du duo le plus proche du colonel François de La Rocque, ce qui suscita des jalousies et des calomnies au sein des Croix de feu. Calomnies également diffusées par les adversaires de gauche du colonel, comme par ceux de l'extrême droite, tels Xavier Vallat lors du procès qui opposa le duc Joseph Pozzo di Borgo à La Rocque en 1937-1938 - il accuse La Rocque d'avoir gardé pour lui les fonds secrets qu'aurait donné André Tardieu afin d'éponger les dettes d'Antoinette de Préval- ou Léon Daudet, qui met en cause la « plus intime collaboratrice » du colonel.
Selon Laura Lee Downs, son action sociale en faveur des déshérités et de la jeunesse, fondée sur le christianisme social, n'a pas seulement répondu à la distinction classique entre le monde masculin de la politique et celui, féminin, de la charité; elle a eu une visée politique, partagée par La Rocque : l'engagement en faveur des milieux populaires vise à concurrencer les partis de gauche et à attirer l'électorat ouvrier. En outre, son action sociale s'explique par l'idéologie des Croix de feu puis du PSF qui prône la collaboration des classes et la réconciliation.
Il n'en reste pas moins que "réduire ces actions à une stratégie consciente et intéressée de leur instrumentalisation à des fins de conquête du pouvoir risquerait de nous faire manquer cet autre ressort (ou condition) qu'est l'aptitude (ou les dispositions) des Croix de Feu à s'être investies dans le domaine du social.[...] Avant d'être un parti politique, les Croix de Feu formaient une association dont la mission première, inspirée de l'esprit de 1914 et de la fraternité des tranchées, visait cette entraide [...] Pour le colonel de La Rocque dans Le Petit Journal du 7 novembre 1937, "l'introduction du social dans l'activité d'un parti est certainement l'une des nouveautés de notre époque. Et, précisément parce que c'est une nouveauté, c'est l'un des points sur lesquels le PSF aura été le plus discuté et le moins compris". (Analyse de Jean-Pierre Le Crom et Jean-Noël Retière, dans "Une solidarité en miettes", éditions Presses Universitaires de Rennes, page 33, 2018).